# Юліан Беліна-Кенджицький
Юліа́н Белі́на-Кенджи́цький  (пол. Julian Belina Kędrzycki; *11 вересня 1827, Ковалівка поблизу Немирова — †1889, Санкт-Петербург) — польський письменник, революціонер. У 1846—1851 навчався в Київському університеті.
В 1846 році познайомився з Тарасом Шевченком та іншими членами Кирило-Мефодіївського товариства. У спогадах Беліна-Кенджицького чимало місця відведено зустрічам з Шевченком. Найцінніше в спогадах — розповіді про дискусії між Миколою Костомаровим і Шевченком, у яких виявилось різне розуміння програмних засад Кирило-Мефодіївського товариства.